# Стефан (Проценко)
Митрополит Стефан (в миру Степан Максимович Проценко; 2 (15) серпня 1889, Паліївка. — 6 жовтня 1960, Харків) — український релігійний діяч. Єпископ Українського екзархатуРПЦ, митрополит Харківський і Богодухівський.
Жертва сталінського терору.

## Біографія
Народився 2 (15) серпня 1889 року в селі Паліївка (нині Сумська область) в родині сільського вчителя. Закінчив Агрономічний інститут і кілька років був викладачем. У часи УНР закінчив три курси Київської духовної академії, а 1922 — Ніжинський історико-філологічний інститут.
5 березня 1922 висвячений на священика єпископом Пахомієм (Кедровим), з обітницею безшлюбності. У час, коли в Україні стверджувався окупаційний російський режим, призначений настоятелем Свято-Троїцької церкви у місті Носівка, що на Чернігівщині. У тому ж році пострижений у чернецтво, рукоположений у сан ієромонаха. З 24 листопада 1922 — архімандрит.
26 серпня 1926 хіротонізований на єпископа Козелецького, вікарія Чернігівської єпархії.
З 1926 по 1928 роки проживав в Харкові без права виїзду.
У 1931 році перебував в ув'язненні.
28 жовтня 1932 призначений на Чернігівську і Козелецьку єпархію.
23 липня 1936 заарештований і 2 червня 1937 року, без посилання на цю статтю закону, особливою нарадою при НКВС СРСР засуджений до 5 років ув'язнення за звинуваченням у керівництві нелегально існуючою контрреволюційною організацією церковників та проведенні активних антирадянських дій. Відбував покарання в Красноярському «исправтрудлагере», звідки звільнений 15 травня 1942 року.
13 липня 1942 призначений на Уфимську єпархію. 10 листопада 1942 возведений у сан архієпископа.
8 вересня 1943 брав участь в обранні Патріарха Сергія на Соборі.
25 серпня 1944 — призначений архієпископом Полтавським і Кременчуцьким.
У 1945 році нагороджений правом носіння хреста на клобуку.
2 червня 1945 став архієпископом Харківським і Богодухівським.
У 1947 році нагороджений медаллю «За доблесну працю у Великій Вітчизняній війні 1941—1945 рр.».
25 лютого 1959 возведений у сан митрополита.
Помер 6 жовтня 1960 року в Харкові.